# Melaniapolder
De Melaniapolder (of Nieuwe polder van Sas van Gent) is een polder nabij Sas van Gent, behorende tot de Polders in de vaarwegen naar Axel en Gent, in de Nederlandse provincie Zeeland. 
De aanleg van de polder, in 1826, vloeide voort uit de werken bij de totstandkoming van het Kanaal Gent-Terneuzen. Ze ontstond door de afdamming van het Sassche Gat en had aanvankelijk een oppervlakte van 72 ha. In 1854 kregen de delen van de polder aan weerszijden van het kanaal een apart bestuur. Het westelijke deel van de polder kreeg toen de naam Ghellinckpolder.
De Melaniapolder is in het landschap niet meer te herkennen door de aanleg van infrastructuur en de verbredingen van het kanaal. De buurtschap Passluis bevindt zich in deze polder.